# Avondale Estates
Avondale Estates är en stad i DeKalb County i Georgia. Orten har fått sitt namn efter Stratford-upon-Avon i England. Vid 2010 års folkräkning hade Avondale Estates 2 960 invånare.